# فيصل قزار
الشيخ فيصل بن قزار الجاسم، (1969 -) إمام بوزارة الأوقاف والشؤون الإسلامية الكويتية في مسجد كليب مضحي بمنطقة العارضية - دولة الكويت وخطيب مسجد الشيخ صباح السالم فيها. قدم بعض البرامج التلفزيونية على عدد من القنوات مثل قناة العفاسي وقناة المعالي الفضائيتين، وشارك في مؤتمرات إسلامية داخل الكويت وخارجها.

## تعليمه
حفظ القرآن الكريم في مقتبل العمر، وأخذ العلم عن أهل العلم منهم الشيخ محمد السنين والشيخ جمال الدين زرابوزو والشيخ محمد الحمود النجدي والشيخ خالد الحربي والشيخ عثمان الخميس وغيرهم، وأخذ عنهم علم العقيدة والتوحيد والفقه وأصوله والتفسير وأصوله والحديث وأصوله والمنهج والأصول السلفية وغيرها من فنون العلم.
وأخذ علوم اللغة العربية عن الشيخ عبد الحميد أبو الريش فأخذ عنه كتاب الآجرومية، والدكتور عبد اللطيف الخطيب أخذ عنه شرح ألفية ابن مالك. وقرأ على جمع من المشايخ الكبار فقرأ على الشيخ عبد الله الغنيمان عدة رسائل لشيخ الإسلام ابن تيمية وبعض أئمة الدعوة، وكذلك الشيخ عبد العزيز الراجحي.
ورحل إلى العلماء الكبار والتقى بهم، ومن الذين رحل إليهم الشيخ عبد العزيز بن باز والشيخ محمد بن صالح العثيمين والشيخ صالح الفوزان والشيخ عبد الله العقيل وغيرهم، وعرض عليهم مسائل كثيرة، كما أنه استفاد من أشرطة شروحات العلماء من أمثال الشيخ ابن عثيمين وصالح آل الشيخ فسمع عامتها وغيرهم من المشايخ والعلماء.  وهوحاصل على شهادة الماجستير في العقيدة الإسلامية.

## مؤلفاته
- كشف الشبهات في مسائل العهد والجهاد.
- حقيقة الخوارج في الشرع وعبر التاريخ.
- أصول الشيخ عبد العزيز بن باز في الرد على المخالفين.
- توحيد رب العالمين واتباع سيد المرسلين.
- إيضاح المحجة في بيان سبيل السلف في أخذ الدين وفهمه والعمل به والدعوة إليه.
- تجريد التوحيد من درن الشرك وشبه التنديد.
- الأشاعرة في ميزان أهل السنة.
- مسائل منهجية حول مفهوم الخلافة الإسلامية
- التنظيمات الدعوية أنواعها وحكمها.. تنظيم جمعية إحياء التراث الإسلامي أنموذجاً. [3]

## شروحاته الصوتية
- شرح كتاب «الإقناع» لابن المنذر.
- شرح كتاب «عمدة الفقه» لابن قدامة.
- شرح كتاب «حلية طالب العلم» لبكر أبو زيد.
- شرح كتاب «البيقونية» للبيقوني.
- التعليق على مختصر صحيح البخاري للمهلب بن أبي صفرة.
- شرح كتاب «فضل الإسلام» للإمام محمد بن عبد الوهاب.
- شرح كتاب «الزهد» لابن أبي عاصم.
- شرح رسالة «الذل والانكسار بين يدي العزيز الجبار» أو «الخشوع في الصلاة» لابن رجب الحنبلي.
- شرح كتاب «التوحيد» للإمام محمد بن عبد الوهاب.[4]

## من جهوده
إقامة المعهد العلمي:
وهو معهد علمي تأصيلي، يشرح الكتب الشرعية، له أوقات محددة في بداية الدراسة ونهايتها، ويشارك في المعهد كثير من طلبة العلم الشرعي، ويقام المعهد بمسجد الشيخ تحت رعاية وزارة الأوقاف والشؤون الإسلامية بالكويت.
وله برنامج سنوي بعنوان «مفاتيح العلم» في عامة فنون العلم للمبتدئين.
وله عدة ردود ومقالات في الرد على أخطاء بعض الشخصيات العلمية وأصحاب المقالات في العقيدة أو ما يسيء للإسلام، فكان له ردود على: حمد السنان، وعبد الغفار الشريف، وفهد الخنة، وغيرهم.
وردود على بعض المقالات والنشرات التي تنادي بالتكفير والتفجير.